# Ctenolepis
Ctenolepis là một chi thực vật có hoa trong họ Cucurbitaceae.

## Loài
Chi Ctenolepis gồm các loài: